# Eryk Hansel
Eryk Hansel (ur. 10 czerwca 1941 w Bielsku) – piłkarz, grający na pozycji lewego obrońcy.
Jest wychowankiem BBTS Bielsko-Biała. W 1965 przeszedł do Stali Mielec grającej wówczas w II lidze. W barwach Stali rozegrał ok. 224 meczów, w tym 74 w I lidze. W 1967 otrzymał opaskę kapitana drużyny, którą dzierżył do zdobycia mistrzostwa Polski w 1973, kiedy to oddał ją na ręce Henryka Kasperczaka. Po zdobyciu mistrzostwa wyjechał do Kanady, gdzie grał w Falcons Toronto do 47. roku życia. Karierę zakończył w 1988.